# T18 (САУ)
75-мм самоходная гаубица T18 (англ. T18 Howitzer Motor Carriage) — самоходная артиллерийская установка США времён Второй мировой войны на основе танка M3. Относилась к классу самоходных гаубиц. Были изготовлены два прототипа.

## Описание
В США проводились попытки установки 75-миллиметровой гаубицы на шасси танка M3 «Стюарт». Предыдущий эксперимент, T3 HMC, оказался неудачным.
Требования для характеристик самоходной гаубицы были объявлены ещё в 1940 году Отделом полевой артиллерии.
Разработка T18 началась в сентябре 1941 года, тактико-техническое задание предусматривало создание машины непосредственной поддержки лёгких и средних танков (close-support vehicle).
Впоследствии количество люков на рубке было увеличено до двух, а боекомплект — уменьшен в три раза.
САУ имела неплохое бронирование: экипаж был защищён от огня 37-миллиметровых орудий.
Самоходная гаубица развивала максимальную скорость до 56 км / ч.
Фирма Firestone, предложившая данный вариант САУ, получила заказ на постройку двух прототипов T18. Уже 7 мая 1942 года экспериментальная САУ была продемонстрирована на Абердинском испытательном полигоне. Во время испытаний обнаружился ряд серьёзных недостатков T18: носовая часть САУ оказалась слишком тяжелой, вследствие чего машина наклонялась вперёд. К тому же, боевое отделение оказалось тесным.
В апреле 1942 года работы над проектом были свёрнуты. На то время у США уже появились опытные САУ T41 И T47, предусматривавшие установку 75-миллиметрового орудия во вращающейся башне.